# Komunistim Ivrim
Komunistim ʿIvrijjim (hebräisch קוֹמוּנִיסְטִים עִבְרִיִּים Qōmūnīsṭīm ʿIvrijjīm, deutsch ‚Hebräische Kommunisten‘) war eine politische Partei in Palästina. Sie wurde 1945 von Mitgliedern der Kommunistischen Partei Palästinas (auch jiddisch פאלעסטינישע קומוניסטישע פרטיי Palestinishe Komunistishe Partay, kurz PKP), gegründet, die 1943 die PKP verlassen hatten. Die Partei bestand bis zur Staatsgründung Israels 1948, als sie in der Kommunistischen Partei Israels (Maki) aufging. Nachdem jedoch Eliʿeser Preminger 1949 die Maki verlassen hatte, wurde die Partei am 8. Juni 1949 neu gegründet. Sie wurde endgültig aufgelöst, als sich Preminger am 15. August 1949 der Mapam anschloss.